# Яхново (Ленінградська область)
Яхново (рос. Яхново) — присілок у Волховському районі Ленінградської області Російської Федерації.
Населення становить 38 осіб. Належить до муніципального утворення Колчановське сільське поселення.

## Історія
Згідно із законом № 56-оз від 6 вересня 2004 року належить до муніципального утворення Колчановське сільське поселення.

## Населення
| 1838 | 1862 | 1997 | 2007 | 2010 | 2013 | 2017 |
| ---- | ---- | ---- | ---- | ---- | ---- | ---- |
| 65   | ↗86  | ↘31  | ↗34  | ↗45  | ↗55  | ↘38  |